# 19 septembre
Pour les articles homonymes, voir Dix-Neuf-Septembre.
19 août 19 octobre
Chronologies thématiques
- Croisades
- Ferroviaires
- Sports
- Disney
- Anarchisme
- Catholicisme

Abréviations / Voir aussi
- (° 1852) = né en 1852
- († 1885) = mort en 1885
- a.s. = calendrier julien
- n.s. = calendrier grégorien
- Calendrier
- Calendrier perpétuel
- Liste de calendriers
- Naissances du jour

Le 19 septembre est le 262e jour de l'année du calendrier grégorien, 263e lorsqu'elle est bissextile. Il reste 103 jours avant la fin de l'année.
C'était généralement l'équivalent du troisième jour complémentaire du calendrier républicain français, officiellement dénommé jour du travail.

## Événements

### VIIesiècle
- 634 : prise de Damas, par Khalid ibn al-Walid.

### XIVesiècle
- 1356 : bataille de Poitiers (guerre de Cent Ans), victoire du Prince noir anglais et capture du roi de France Jean II le Bon.

### XVesiècle
- 1441 : l'armée française commandée par Charles VII et le connétable de Richemont reprennent Pontoise aux Anglais, faisant tomber le dernier bastion que les Britanniques tenaient encore en Île-de-France.

### XVIIIesiècle
- 1777 : batailles de Saratoga (guerre d'indépendance des États-Unis), victoire de justesse des Britanniques sur les forces américaines.
- 1793 : bataille de Torfou et bataille du Pont-Barré, pendant la guerre de Vendée.
- 1799 : victoire franco-batave, à la bataille de Bergen, pendant la campagne de Hollande.

### XIXesiècle
- 1862 : victoire de William Starke Rosecrans, à la bataille d'Iuka, pendant la guerre de Sécession.
- 1864 : victoire de Philip Sheridan, à la bataille d'Opequon, pendant la guerre de Sécession.
- 1868 : révolution espagnole dite « La Gloriosa » chassant la reine Isabelle II du trône espagnol.
- 1898 : Horatio Herbert Kitchener et Jean-Baptiste Marchand se rencontrent, à l'actuelle Kodok, point d'orgue de la crise de Fachoda.
- 1899 : Émile Loubet gracie Alfred Dreyfus.

### XXesiècle
- 1916 : victoire de la Force publique belge, à la bataille de Tabora, pendant la Première Guerre mondiale.
- 1931 : début de la conquête de la Mandchourie par le Japon.
- 1944 : l'armistice de Moscou est signé par la Finlande et l'Union soviétique, mettant fin à la guerre de Continuation.
- 1946 : dans un discours à l'université de Zurich, l'Anglais Winston Churchill déclare : « Nous devons former un genre d'États-Unis d'Europe ».
- 1973 : Charles XVI Gustave est couronné roi de Suède.
- 1978 : les Îles Salomon rejoignent les Nations unies.
- 1983 : indépendance de Saint-Christophe-et-Niévès.

### XXIesiècle
- 2002 : début de la crise politico-militaire en Côte d'Ivoire.
- 2012 : résolution no 2068, du Conseil de sécurité des Nations unies, ayant pour sujet les enfants et les conflits armés.
- 2021 : en Russie, le parti Russie unie arrive en tête des élections législatives[1].
- 2022 : Funérailles de la reine Élisabeth II du Royaume-Uni.
- 2023 : des escarmouches et des bombardements entre Arméniens et Azéris s’enchainent pendant 24 heures dans le Haut-Karabagh[2].

## Art, culture et religion
- 305 : décapitation vers Pouzzoles de l'évêque Janvier de Bénévent et futur Saint Janvier avec ses deux diacres Proculus / Procule (de Pouzzoles) et Sosius / Sosie (de Misène) sur ordre du proconsul Timothée pendant la grande persécution de l'empereur romain Dioclétien, au forum romain situé près de la Solfatare en les actuelles Naples et Italie.
- 1657 : apparition mariale de Notre-Dame de l'Osier à Pierre Port-Combet, paysan protestant du hameau des Plantets, près de Vinay, dans le Dauphiné[3].
- 1846 : apparition mariale à deux petits bergers, sur la commune de La Salette-Fallavaux, reconnue en partie par l’Église catholique en 1851[4], malgré des réticences du curé d'Ars[5].
- 1996 : sortie du premier album, Spice, du girls'band musical des Spice Girls.
- 2020 : fête juive de Roch Hachana du nouvel an 5781 commencée la veille 18 septembre au coucher du soleil jusqu'au lendemain 20 septembre au soir aussi (date mobile dans le calendrier grégorien bien que toujours en septembre ou octobre).

## Sciences et techniques
- 1852 : Annibale De Gasparis découvre (20) Massalia.
- 1940 : la mission Tizard révèle aux Américains le potentiel du magnétron à cavité pour le radar.
- 1991 : découverte par des randonneurs "germains" dans les Alpes italiennes de l'homme des glaces Ötzi mort depuis 5 000 ans d'abord surnommé aussi Hibernatus[6].
- 2023 : le service météorologique australien annonce la formation d’El Niño.

## Économie et société
- 1893 : la Nouvelle-Zélande est le premier pays au monde à accorder le droit de vote aux femmes[7].
- 1979 : signature de la Convention relative à la conservation de la vie sauvage et du milieu naturel de l'Europe, à Berne, dans le but d'assurer la conservation de la vie sauvage et du milieu naturel de l'Europe par une coopération entre les États (entrée en vigueur le 1er juin 1982).
- 1980 : explosion d'un missile Titan à Damascus, dans l'Arkansas étatsunien[8].
- 1985 : violent tremblement de terre à Mexico, faisant au moins 10 000 morts.
- 1989 : au Niger, le DC-10 du vol UTA 772 Brazzaville-Paris, de la compagnie aérienne française UTA, explose en plein vol. Il s'agit d'un attentat terroriste qui cause la mort de 171 personnes, dont un ministre tchadien, ainsi que de nombreux passagers, principalement français et congolais.
- 2017 :
  - l'ouragan Maria frappe sur son passage les Petites Antilles puis Porto Rico.
  - Au Mexique, un séisme dans l'État de Puebla provoque la mort de près de trois cents personnes, en blesse plus de 2 600, et occasionne de gros dégâts.
- 2021 : dans les îles Canaries, en Espagne, début de l’éruption volcanique de La Palma qui provoque d'impressionnantes coulées de lave et rejette des milliers de tonnes de dioxyde de soufre. Le phénomène n’a fait aucune victime. Mais des milliers d’habitants, sur les près de 90 000 que compte l’île, ont dû être évacués[9].

## Naissances

### XVIesiècle
- 1551 : Henri III, roi de Pologne de 1573 à 1575 puis de France de 1574 à 1589 († 2 août 1589).
- 1587: Robert Sanderson, théologien et casuiste anglais († 29 janvier 1663).

### XVIIIesiècle
- 1749 : Jean-Baptiste Joseph Delambre, astronome et mathématicien français († 19 août 1822).
- 1769 : 
  - Charles de Gerville, érudit, archéologue et naturaliste français († 26 juillet 1853).
  - Louis Marion Jacquet, militaire français du Premier Empire († 19 juillet 1820).
- 1796 : Richard Harlan, médecin, zoologiste et paléontologue américain († 30 septembre 1843).

### XIXesiècle
- 1862 : Samuel Lubin, musicien français († 7 avril 1948).
- 1867 : Arthur Rackham, illustrateur britannique († 6 septembre 1939).
- 1885 : Raoul Villain, terroriste français († 14 septembre 1936).
- 1895 : Marcel Reynal, violoniste et pédagogue français († 21 juillet 1982).

### XXesiècle
- 1900 : Constantin Listov, compositeur soviétique († 6 septembre 1983).
- 1901 : Joe Pasternak, producteur de cinéma et de télévision américain († 13 septembre 1991).
- 1905 : Leon Jaworski, magistrat américain († 9 décembre 1982).
- 1908 : 
  - Mika Waltari, écrivain finlandais († 26 août 1979).
  - Thomas Walsh, écrivain américain († 21 octobre 1984).
- 1909 : Ferdinand Anton Ernst Porsche, industriel autrichien († 27 mars 1998).
- 1911 : William Golding, écrivain britannique, prix Nobel de littérature en 1983 († 19 juin 1993).
- 1913 : Frances Farmer, actrice américaine († 1er août 1970).
- 1919 : Roger Grenier, écrivain français († 8 novembre 2017).
- 1920 : Gustavo Leigh Guzmán, militaire chilien († 29 septembre 1999).
- 1921 : 
  - Roy Campanella, joueur de baseball américain († 26 juin 1993).
  - André Chandernagor, homme politique français.
- 1922 :
  - Pierre Magnan, écrivain provençal et français († 28 avril 2012).
  - Emil Zátopek, athlète de fond tchécoslovaque puis tchèque († 22 novembre 2000).
  - Dana Zátopková, athlète tchécoslovaque, championne olympique du lancer du javelot († 13 mars 2020).
- 1924 : 
  - Donald Harron, acteur et réalisateur canadien († 17 janvier 2015).
  - Leonardo Ribeiro de Almeida, homme d'État portugais († 18 janvier 2006).
- 1926 : Duke Snider (Edwin Donald Snider dit), joueur de baseball américain († 27 février 2011).
- 1927 :
  - Robert Devouges, officier général français († 2 février 2006).
  - Rosemary Harris, actrice britannique.
  - William Hickey, acteur américain († 29 juin 1997).
  - Nick Massi (en), chanteur et guitariste américain du groupe The Four Seasons († 24 décembre 2000).
- 1928 : Adam West, acteur américain († 9 juin 2017).
- 1929 :
  - Heiner Carow, réalisateur et scénariste allemand († 1er février 1997).
  - Hélène Charbonneau, bibliothécaire québécoise († 7 novembre 2021).
  - Léon De Lathouwer, coureur cycliste belge, champion olympique († 7 août 2008).
- 1931 :
  - Brook Benton, chanteur et compositeur américain († 9 avril 1988).
  - Jacques Calvet, homme d'affaires français, P-DG de PSA Peugeot-Citroën de 1983 à 1997 († 9 avril 2020).
  - Rolande Perlican, femme politique française.
- 1932 : Bertrand Blanchet, prélat canadien.
- 1933 :
  - Gilles Archambault, romancier canadien.
  - David McCallum, acteur britannique († 25 septembre 2023).
- 1934 : Brian Epstein, agent artistique britannique († 27 août 1967).
- 1935 : 
  - Velasio De Paolis, prélat italien († 9 septembre 2017).
  - Hansjörg Wyss, homme d'affaires, magnat et président ou dirigeant suisse de fondation(s).
- 1936 : Alfred Adolf « Al » Oerter, Jr., athlète américain († 1er octobre 2007).
- 1937 : 
  - Jean-Pierre Andrevon, écrivain français.
  - Boris Onishchenko, pentathlonien ukrainien, champion olympique.
- 1938 : Andrée Boucher, actrice canadienne († 30 septembre 2021).
- 1940 :
  - Bill Medley, chanteur et compositeur américain du groupe The Righteous Brothers.
  - Marc Simoneau, animateur de radio en sport et homme politique canadien († 3 mai 2013).
  - Paul Williams, auteur-compositeur américain.
- 1941 : 
  - Umberto Bossi, homme politique régionaliste italien fondateur de la Ligue du Nord, recordman de longévité comme parlementaire réélu.
  - Cass Elliot (Ellen Naomi Cohen dite), chanteuse américaine du groupe The Mamas & The Papas († 29 juillet 1974).
  - Yves Guilcher, chercheur et musicien français.
- 1942 : Freda Payne, chanteuse américaine.
- 1943 :
  - André Boudrias, hockeyeur canadien († 5 février 2019).
  - Michel Bourdon, syndicaliste, journaliste et homme politique canadien († 29 novembre 2004).
  - Joe Morgan, joueur de baseball américain († 11 octobre 2020).
- 1946 : 
  - Yvan Buonomo, joueur de rugby à XV français.
  - André Lubrano, joueur de rugby français puis pratiquant la joute nautique et devenu homme politique.
- 1947 :
  - Lol Crème (Lawrence Neil Crème dit), musicien britannique du groupe 10cc.
  - Alain Lipietz, ingénieur, économiste et homme politique français, député européen de 1999 à 2009.
  - Janusz Zaorski, réalisateur polonais.
- 1948 :
  - Jeremy Irons, acteur britannique.
  - Julius Sang, athlète kényan spécialiste du 400 m, champion olympique († 9 avril 2004).
  - Monica Swinn, actrice belge.
  - Mihai Timofti, metteur en scène, acteur, musicien et réalisateur moldave.
  - Nadiya Tkachenko, athlète soviétique championne olympique du pentathlon.
- 1949 :
  - Sally Potter, réalisatrice, scénariste, compositrice et actrice britannique.
  - Thierry Séchan, écrivain, journaliste et parolier français († 8 janvier 2019).
  - Twiggy (Lesley Hornby dit), mannequin britannique.
- 1951 :
  - Marie-Anne Chazel, comédienne française.
  - Daniel Lanois, producteur de musique canadien.
- 1952 :
  - Rhys Chatham, compositeur américain.
  - Simon Compaoré, homme politique burkinabé ministre depuis 2016.
  - Nile Rodgers, guitariste, compositeur et arrangeur américain.
- 1953 : Jean-Louis Beaucarnot, généalogiste, chroniqueur média ès généalogie et onomastique et historien du droit français et bourguignon.
- 1955 :
  - Dominique Arnaud, cycliste sur route français († 20 juillet 2016).
  - Johanne Blouin, chanteuse canadienne.
  - Xavier Houssin, écrivain français.
  - Rex Smith, chanteur et acteur américain.
- 1956 : Liz Carroll, compositrice et violoneuse américaine d'origine irlandaise.
- 1957 : 
  - Bernard Herrero, joueur de rugby à XV français.
  - Richard M. Linnehan, astronaute américain.
- 1958 :
  - Seymour Brussel, humoriste, acteur puis ostéopathe français issu du Petit théâtre de Bouvard et des Cinq devenus Les [d'abord quatre] Inconnus.
  - Lita Ford, chanteuse et guitariste américaine d’origine britannique.
  - Alain Polaniok, footballeur puis entraîneur français († 12 septembre 2005).
  - Fesshaye Yohannes, poète, dramaturge et journaliste érythréen († 11 janvier 2007).
- 1959 :
  - Thierry Marx, cuisinier français.
  - Giusto Traina, universitaire français.
- 1960 : Carlos Mozer, footballeur puis entraîneur brésilien.
- 1962 : Pascal Dupraz, entraîneur de football français.
- 1963 :
  - Alessandra Martines, actrice française.
  - David Seaman, footballeur anglais.
- 1965 :
  - Sabine Paturel, chanteuse et comédienne française.
  - Alexandra Vandernoot, actrice belge.
  - Sunita Williams, astronaute américaine.
  - Francisco Sánchez Luna, navigateur espagnol, champion olympique.
- 1966 : Lynda Lacoste, actrice et animatrice de télévision australienne.
- 1967 : 
  - Stéphane Crête, acteur canadien.
  - Aleksandr Karelin, lutteur soviétique puis russe.
- 1968 :
  - Ginés Cartagena, rejoneador espagnol († 22 novembre 1995).
  - Kim Thúy, écrivaine québécoise d’origine vietnamienne.
  - Troy Dalbey, nageur américain, champion olympique.
  - Koos Maasdijk, rameur d'aviron néerlandais, champion olympique.
- 1969 :
  - Cédric Dumond, acteur français.
  - Simona Păucă, gymnaste roumaine, double championne olympique.
  - Yannick Souvré, basketteuse puis consultant d’émissions télévisées française.
- 1970 :
  - Sonny Anderson, footballeur puis entraîneur brésilien.
  - Dan Bylsma, joueur et entraîneur américain de hockey sur glace.
  - Gilbert Dionne, hockeyeur canadien.
- 1971 : Sanaa Lathan, actrice américaine.
- 1972 :
  - Tristan Demers, auteur de bande dessinée canadien.
  - Ulrich Ramé, footballeur français.
- 1973 :
  - Cristiano da Matta, pilote automobile brésilien.
  - Sébastien Pissavy, entrepreneur français.
  - Delphine Réau, tireuse à la fosse olympique française, vice-championne olympique.
- 1974 :
  - James Thomas « Jimmy » Fallon, Jr., humoriste, acteur, producteur et animateur américain de The Tonight Show Starring Jimmy Fallon en télévision.
  - Damir Mulaomerović, basketteur croate.
  - Roland Németh, athlète de sprint hongrois.
  - Victoria Silvstedt, mannequin suédois.
- 1975 :
  - Caroline Fourest, journaliste et essayiste française.
  - Jérôme Monnet, basketteur français.
- 1976 : 
  - Raja Bell, basketteur américain.
  - Nordine Lazaar, arbitre international français de handball.
- 1977 : Ryan Dusick, musicien américain du groupe Maroon 5.
- 1978 :
  - Lilia Merodio Reza, femme politique mexicaine.
  - Mariano Puerta, joueur de tennis argentin.
- 1979 :
  - Noémie Lenoir, mannequin et actrice française.
  - Brian Liebenberg, joueur de rugby sud-africain puis français.
- 1980 :
  - J. R. Bremer (Ernest Bremer Jr dit), basketteur américain.
  - Gnakouri « Kaaris » Okou, rappeur français.
  - Dimitri Yachvili, joueur de rugby français.
- 1981 :
  - Damiano Cunego, cycliste sur route italien.
  - Rick DiPietro, hockeyeur sur glace américain.
  - Franck Signorino, footballeur français.
  - Iman Zandi (ایمان زندی مشهدی), basketteur iranien.
- 1982 : 
  - Eléni Daniilídou (Ελένη Δανιηλίδου), joueuse de tennis grecque.
  - Amir Shapourzadeh, footballeur germano-iranien.
  - Elena Zamolodchikova, gymnaste russe, double championne olympique.
- 1983 : Carl Landry, basketteur américain.
- 1984 :
  - Antanas Kavaliauskas, basketteur lituanien.
  - Shannon Rowbury, athlète de demi-fond américaine.
  - Kevin Zegers, acteur américain.
- 1986 :
  - Céline Goberville, tireuse française.
  - Omar Khadr, citoyen canadien d’origine pakistanaise emprisonné à Guantanamo de 2002 à 2015.
  - Sally Pearson, athlète de haies australienne.
- 1987 :
  - Nicolas Pallois, footballeur français.
  - Danielle Panabaker, actrice américaine.
- 1988 : Faye Reagan, actrice américaine.
- 1989 :
  - Victoria Dunlap, basketteuse américaine.
  - Tyreke Evans, basketteur américain.
  - Chloé Mortaud, Miss France 2009.
- 1990 :
  - Samina Baig, alpiniste pakistanaise.
  - Josuha Guilavogui, footballeur français.
  - Alexis Tanghe, basketteur français.
- 1991 :
  - Christian James « C. J. » McCollum, basketteur américain.
  - Clémentine Samson, basketteuse française.
  - Sem Veeger, actrice néerlandaise.
- 1993 : Ingrid Aceitón, présentatrice de télévision et mannequine chilienne.
- 1996 : Sophie-Tith (Sophie-Tith Charvet dite), chanteuse française gagnante de la Nouvelle Star en 2013.
- 1999 : Max Willems, acteur néerlandais.

## Décès

### IVesiècle
- 305, tous trois martyrs ensemble : 
  - Janvier de Bénévent [San Gennaro (di ou delle Benevento) en italien ou Januarius (de Beneventus) en latin], prélat (° inconnue vers 270),
    - reconnu martyr en religions, et saint chrétien orthodoxe et catholique ;
    - saint à deux têtes comme l'antique dieu romain Janus dont le nom est à l'origine du sien et de celui des mois de janvier ;
    - surtout célèbre pour ses reliques qui sont conservées dans la cathédrale Notre-Dame de l'Assomption à Naples (supposé sang de lui séché se liquéfiant dans une fiole sacrée devant des célébrant(s) et fidèles napolitains), l’un des saints patrons de la ville de Naples.

  - Proculus / Procule (de Pouzzoles) et
  - Sosius / Sosie (de Misène), ses diacres.

### XIVesiècle
- 1356 : Gautier VI de Brienne, militaire français (° v. 1304).

### XVIIIesiècle
- 1761 : Pieter van Musschenbroek, physicien néerlandais (° 14 mars 1692).
- 1780 : James Cecil, 6e comte de Salisbury (° 23 octobre 1713).
- 1796 : François Séverin Marceau, militaire français (° 1er mars 1769).
- 1797 : Lazare Hoche, général français de la Révolution (° 24 juin 1768).

### XIXesiècle
- 1827 : Morten Thrane Brünnich, zoologiste et minéralogiste danois (° 30 septembre 1737).
- 1843 : Gaspard-Gustave Coriolis, mathématicien et ingénieur français (° 21 mai 1792).
- 1852 : Émilie de Rodat, religieuse française (° 6 septembre 1787).
- 1881 : James Abram Garfield, homme politique américain, 20e président des États-Unis en 1881 (° 19 novembre 1831).
- 1886 : Edward von Steinle, peintre allemand (° 2 juillet 1810).
- 1893 : Alexander Tilloch Galt, homme politique canadien haut-commissaire au Royaume-Uni, ministre, l'un des pères de la Confédération canadienne (° 6 septembre 1817).

### XXesiècle
- 1902 : 
  - Marie-Henriette de Habsbourg-Lorraine, reine consort des Belges (° 23 août 1836).
  - Masaoka Shiki (正岡 子規), poète japonais (° 17 septembre 1867).
- 1924 : Antoine Auguste Intreccialagli, carme déchaux italien, nommé évêque (° 18 février 1852).
- 1931 : David Starr Jordan, ichtyologiste et écrivain américain (° 19 janvier 1851).
- 1935 :
  - Jules Cambon, diplomate, administrateur, gouverneur général de l’Algérie, ambassadeur et académicien français (° 5 avril 1845).
  - Constantin Tsiolkovski (Константи́н Эдуа́рдович Циолко́вский), physicien russe (° 5 septembre 1857).
- 1954 : Miles Franklin, écrivaine australienne (° 14 octobre 1879).
- 1967 : Monica Proietti, malfaiteur canadien (° 25 février 1940).
- 1968 : Clyde Julian « Red » Foley (en), chanteur, guitariste et compositeur de country américain (° 17 juin 1910).
- 1971 : Bryony Worthington, femme politique britannique.
- 1972 : Robert Casadesus, musicien français (° 7 avril 1899).
- 1973 : Gram Parsons, chanteur américain du groupe The Byrds (° 5 novembre 1946).
- 1975 : Ded Rysel (André Adrien Grandvalet dit), chansonnier et acteur français (° 14 mars 1903).
- 1978 : Étienne Gilson, philosophe, historien et académicien français (° 13 juin 1884).
- 1980 : Franck Villard, acteur français (° 24 mars 1917).
- 1981 : Pierre Declercq, homme politique français (° 30 mai 1938).
- 1984 : Ève Gagnier, soprano et actrice québécoise (° 12 novembre 1930).
- 1985 : Italo Calvino, écrivain italien (° 15 octobre 1923).
- 1990 : Werner Janssen, compositeur et chef d'orchestre américain (° 1er juin 1899).
- 1992 : 
  - Geraint Evans, chanteur lyrique britannique (° 16 février 1922).
  - Jacques Pic, chef cuisinier français (° 31 octobre 1932).
- 1996 :
  - Nourredine Aba, poète, dramaturge et conteur algérien (° 16 février 1921).
  - Helmut Heissenbüttel, écrivain et essayiste allemand (° 21 juin 1921).
- 1997 :
  - Józef Bielawski, arabisant polonais (° 12 août 1910).
  - Louis Bisson, aviateur canadien (° 22 mars 1909).
  - Jack May, acteur britannique (° 23 avril 1922).
- 1998 : Ran Laurie, rameur britannique (° 6 juin 1915).
- 1999 : Livio Isotti, cycliste sur route italien (° 27 juin 1927).

### XXIesiècle
- 2002 :
  - Émile Boga Doudou, homme politique, ministre ivoirien (° 1952).
  - Robert Guéï, homme politique ivoirien (° 6 mars 1941).
  - Péter Hajdú, linguiste hongrois (° 27 décembre 1923).
- 2004 :
  - Eddie Adams, photographe américain (° 12 juin 1933).
  - Skeeter Davis (Mary Frances Penick dite), chanteuse américaine (° 30 décembre 1931).
  - Simone Perl, résistante française (° 1918).
- 2006 :
  - Bernard Lebas, homme politique français (° 9 septembre 1929).
  - Roy Schuiten, cycliste sur route et sur piste néerlandais (° 16 décembre 1950).
  - Omer Van Boxelaer, footballeur puis entraîneur belge (° 7 septembre 1924).
- 2007 :
  - Carrier Fortin, juriste et homme politique canadien (° 9 septembre 1915).
  - Mike Osborne, musicien britannique (° 28 septembre 1941).
- 2009 : Joseph Sardou, prélat français, archevêque de Monaco (° 25 octobre 1922).
- 2010 :
  - Buddy Collette, saxophoniste ténor, flûtiste et clarinettiste de jazz américain (° 6 août 1921).
  - José Antonio Labordeta, auteur-compositeur-interprète, professeur, écrivain, poète, journaliste, présentateur de télévision et homme politique espagnol (° 10 mars 1935).
- 2011 : 
  - Jacques Alexandre, journaliste français (° 7 février 1921).
  - John D. Dunning, monteur américain (° 5 mai 1916).
  - Mathieu Schiller, bodyboardeur français (° 14 avril 1979).
- 2012 :
  - Zofia Banet-Fornalowa, historienne et espérantiste polonaise (° 15 mai 1929).
  - Víctor Cabedo, coureur cycliste espagnol (° 15 juin 1989).
- 2013 :
  - Amidou, acteur maroco-français (° 2 août 1935).
  - Robert Barnard, essayiste et auteur britannique (° 23 novembre 1936).
  - Øystein Fischer, physicien norvégien (° 9 mars 1942).
  - Gerrie Mühren, footballeur néerlandais (° 2 février 1946).
  - Hiroshi Yamauchi, homme d'affaires japonais (° 7 novembre 1927).
  - Saye Zerbo, militaire et homme d'État burkinabé (° 27 août 1932).
- 2017 : Jake LaMotta, boxeur américain (° 10 juillet 1922).
- 2019 : 
  - Zine el-Abidine Ben Ali, homme politique tunisien ancien ministre puis président de la République (° 3 septembre 1936).
  - Charles Gérard (Gérard Adjémian dit), acteur, réalisateur et scénariste français d'origine arménienne (° 1er décembre 1922).
- 2021 : 
  - Françoise Bernard (Andrée Jonquoy dite), auteure gastronomique et présentatrice française de télévision devenue centenaire (° 2 mars 1921).
  - Sylvano Bussotti, John Challis, Jimmy Greaves, René Malleville, Joan Martínez Vilaseca, Ole Nordhaug.
- 2022 : Vernon Dvorak, Valerie Maynard, Valeri Poliakov, Julien Rascagnères.

## Célébrations
- Journée européenne de la psychomotricité créée en 2016 par le Forum Européen de la Psychomotricité[10].

- France : journée du transport public[11].
- Saint-Christophe-et-Niévès : fête nationale.

- Christianisme : apparition de la Vierge Marie le 19 septembre 1846 à Notre-Dame de La Salette.

### Saints des Églises chrétiennes

#### Catholiques et orthodoxes
Saints du jour, :
- Constance († 354), princesse romaine, fille de saint Constantin.
- Cyriaque de Bonivicini († 1030), Abbé.
- Eustoche († 461), évêque de Tours.
- Felix, Constance et Felicissimus (Ier siècle), Martyrs à Nocera.
- Goëri († 647), 30e évêque de Metz et patron de la ville d'Épinal[14].
- Janvier (de Bénévent) († 305), évêque et martyr[15].
- Lantbert († 957), évêque en Bavière.
- Marien de Combraille (Ve siècle), ermite en Combrailles.
- Peleas et Nil († 310), évêques et martyrs.
- Pomposa († 853), Moniale, martyre à Cordoue.
- Rotland d'Arles († 869), évêque.
- Seine (VIe siècle), Abbé.
- Senoux († 530), évêque puis ermite.
- Suzanne († v. 362), martyre à Eleuthéropolis en Palestine.
- Théodore de Cantorbéry († 690), archevêque anglais.
- Trophime et Sabbatios (IIIe siècle), Martyrs en Phrygie.

#### Saints voire bienheureux catholiques
Saints voire béatifiés du jour :
- Alonso de Orozco († 1591), religieux augustin espagnol.
- Arnoul de Gap († vers 1078) - ou « Arnoux » - évêque de Gap.
- Charles Hyon Song-mun († 1846), martyr en Corée.
- Dolorès et Consolata Aguiar-Mella y Diaz († 1936), bienheureuses consacrées espagnoles, martyres lors de la guerre civile espagnole.
- Émilie de Rodat († 1852), religieuse française et fondatrice des Sœurs de la Sainte-Famille de Villefranche-de-Rouergue.
- Françoise Cuallado Baixauli († 1936), bienheureuse consacrée espagnole, martyre lors de la guerre civile espagnole.
- Giuseppe Bernardi († 1943), bienheureux prêtre italien martyr.
- Hyacinthe Hoynelos Gonzalez († 1936), bienheureux religieux espagnol, martyr lors de la guerre civile espagnole.
- Marie de Cervellione († 1290), bienheureuse religieuse catalane.
- Marie de la Yglesia y de Varo († 1936), bienheureuse consacrée espagnole, martyre lors de la guerre civile espagnole.
- Mario Ghibaudo († 1943), bienheureux prêtre italien martyr.
- Sezny (VIe siècle) - ou « Sezni » -, moine irlandais venu évangéliser la Bretagne (actuelle(s) île(s) britannique(s)), avec saint Patrick.

#### Saint orthodoxe
- Théodore († 1299), prince de Iaroslav ou de Smolensk, moine avec ses fils David et Constantin[13], aux dates éventuellement "juliennes" ou orientales.

### Prénoms
Bonne fête aux Émilie et ses variantes et composés : Emilia et Émilia, Emily et Émily, Emiliana, Emiliano, Émilienne, Marie-Émilie (voir les Émile les 22 mai, le prénom Amélie et ses variantes ayant été quant à eux enlevés de cette date du calendrier au début des années 2000 au profit d'Émilie, voir 10 juillet).
Et aussi aux :
- Goëry et sa variante Goéric, etc. ;
- aux Janvier ;
- Marien ;
- Riware et ses dérivés autant bretons : Revarai, Rivoaré.

## Traditions et superstitions

### Dictons du jour
- « À la saint-Janvier, les chrysanthèmes repoussent du pied. »[16]
- « À sainte-Émilie, luzerne à pleine faucille. »[17]
- « Qui sème à la saint-Janvier, de l'an récolte le premier. »[18]

### Astrologie
- Signe du zodiaque : vingt-huitième jour du signe astrologique de la Vierge.

## Toponymie
- Plusieurs voies, places, sites ou édifices de pays ou provinces francophones contiennent la date du jour dans leurs noms sous diverses graphies possibles : voir Dix-Neuf-Septembre.